# Dallington (Northamptonshire)
Dallington – dzielnica miasta Northampton, w Anglii, w Northamptonshire. Leży 2 km od centrum miasta Northampton i 99,5 km od Londynu. W 1931 roku civil parish liczyła 360 mieszkańców. Dallington jest wspomniana w Domesday Book (1086) jako Dailintone.